# Kommt, Seelen, dieser Tag

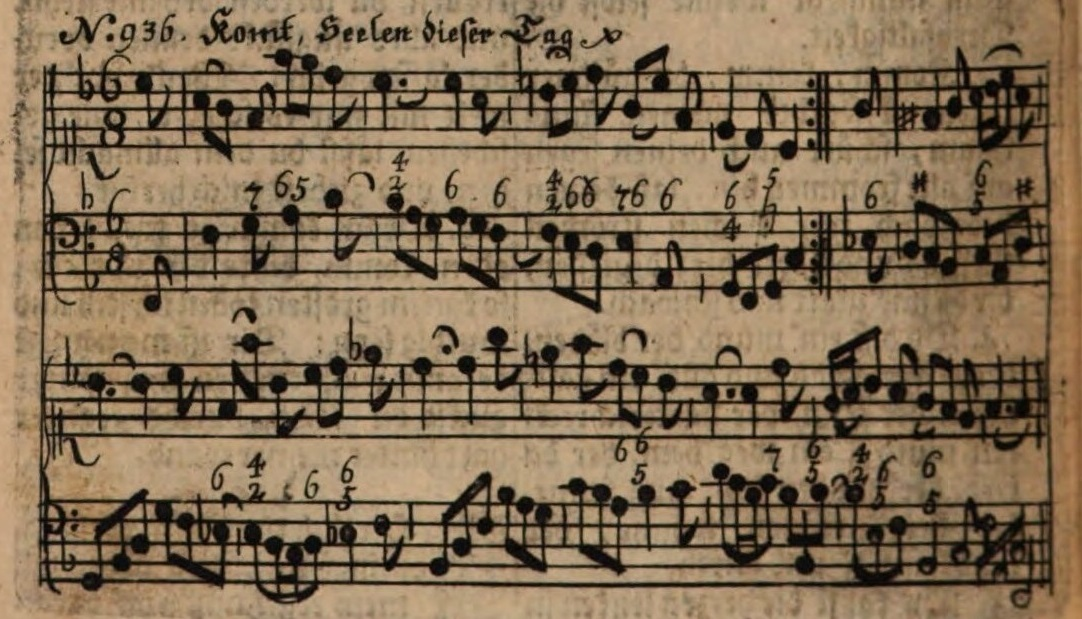
Kommt, Seelen, dieser Tag, Melodie und bezifferter Bass in Schemellis Gesangbuch

Kommt, Seelen, dieser Tag ist ein geistliches Lied zum Pfingstfest. Den Text schrieb Valentin Ernst Löscher. Er erschien 1736 in Schemellis Musikalischem Gesangbuch mit einer Melodie, die vielleicht, und einem bezifferten Bass, der sicher von Johann Sebastian Bach stammt (BWV 479).

## Text
Valentin Löscher war von 1709 bis zu seinem Tod 1749 Pfarrer an der Dresdner Kreuzkirche sowie Superintendent und Mitglied der Leitung der kursächsischen lutherischen Landeskirche. Er war ein Vertreter der lutherischen Orthodoxie, öffnete sich aber als Prediger, Seelsorger und Liederdichter auch pietistischem Gedankengut.
Sein siebenstrophiges Pfingstlied veröffentlichte Löscher erstmals 1713 in seiner Schrift Dreyfache Andachts=Übung. Es steht ferner im Privilegirten Ordentlichen und Vermehrten Dreßdnischen Gesang-Buch von 1727 bei den Liedern „von der Sendung des H. Geistes“. In Schemellis Gesangbuch ist es nicht bei den Pfingstliedern, sondern im Anhang (Nr. 936) abgedruckt. Das Lied spricht in warmen Wendungen, etwa mit dem pietistischen Lieblingswort Liebesflammen, vom Wirken des Heiligen Geistes, betont aber zugleich dessen Selbstbindung an Taufe, Wort, Predigtamt und „Christi Liebesmahl“, also an die öffentliche Verkündigung und die Sakramente der Kirche.
Eine Besonderheit ist, dass Löscher jeder seiner Strophen die Anfangszeile einer Strophe von Martin Luthers Nachdichtung des Pfingsthymnus Veni creator spiritus aus dem 9. Jahrhundert folgen lässt. Offenbar sollte sein Text mit dem Hymnus im Wechsel gesungen werden, jedenfalls ist dieser der Verständnishintergrund von Löschers Dichtung.
Im Folgenden ist nach den Strophen von Kommt, Seelen, dieser Tag in der Fassung von 1736 die jeweils zugeordnete Hymnusstrophe in der Fassung desselben Gesangbuchs wiedergegeben:

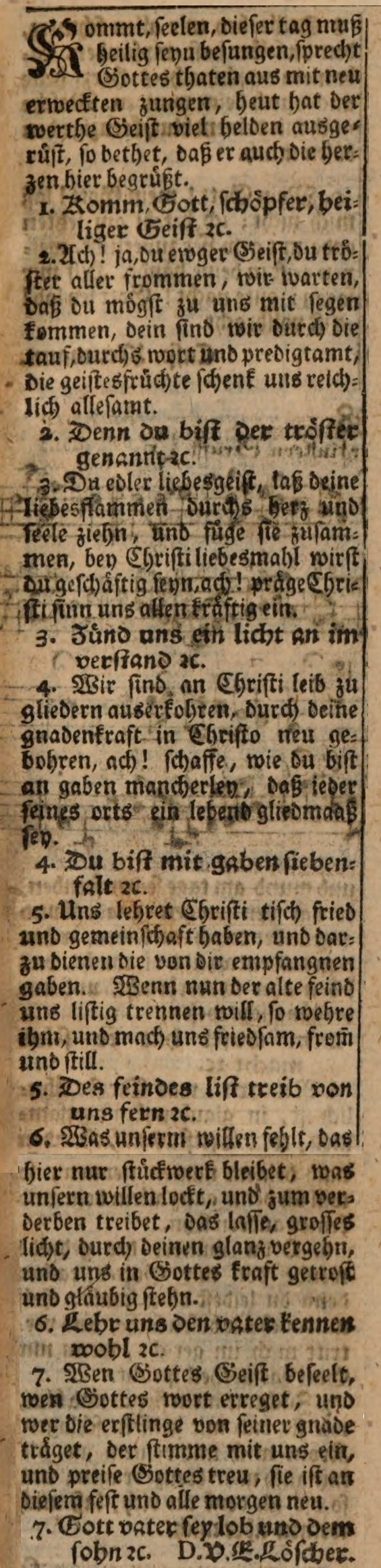
Text in Schemellis Gesangbuch

1. Kommt, seelen, dieser tag muß heilig seyn besungen,

sprecht Gottes thaten aus mit neu erweckten zungen,

heut hat der werthe Geist viel helden ausgerüst,

so bethet, daß er auch die herzen hier begrüßt.

1. Komm, Gott schöpfer, heiliger Geist,

besuch das herz der menschen dein,

mit gnaden sie füll, wie du weist,

daß dein geschöpf soll für dir seyn.

2. Ach! ja, du ewger Geist, du tröster aller frommen,

wir warten, daß du mögst zu uns mit segen kommen,

dein sind wir durch die tauf, durchs wort und predigtamt,

die geistesfrüchte schenk uns reichlich allesamt.

2. Denn du bist der tröster genannt,

des Allerhöchsten gabe theur,

ein geistlich salb an uns gewandt,

des lebens brunnen, lieb und feur.

3. Du edler liebesgeist, laß deine liebesflammen

durchs herz und seele ziehn, und füge sie zusammen,

bey Christi liebesmahl wirst du geschäftig seyn,

ach! präge Christi sinn uns allen kräftig ein.

3. Du bist mit gaben mannigfalt

der finger Gottes rechter hand,

des vaters wort giebst du gar bald,

mit zungen frey in alle land.

4. Wir sind an Christi leib zu gliedern auserkohren,

durch deine gnadenkraft in Christo neu gebohren,

ach! schaffe, wie du bist an gaben mancherley,

daß jeder seines orts ein lebend gliedmaß sey.

4. Zünd uns ein licht an im verstand,

gieb uns ins herz der liebe brunst,

des fleisches schwachheit, dir bekannt,

stärk allzeit durch dein kraft und gunst.

5. Uns lehret Christi tisch fried und gemeinschaft haben,

und darzu dienen die von dir empfangnen gaben.

Wenn nun der alte feind uns listig trennen will,

so wehre ihm, und mach uns friedsam, fromm und still.

5. Des feindes list treib von uns fern,

den frieden schaff bey uns dein gnad,

daß wir deinm leiten folgen gern,

und meiden unser seelen schad.

6. Was unserm wissen fehlt, das hier nur stückwerk bleibet,

was unsern willen lockt, und zum verderben treibet,

das lasse, grosses licht, durch deinen glanz vergehn,

und uns in Gottes kraft getrost und gläubig stehn.

6. Den Vater uns wohl kennen lehr,

und Jesum Christum, seinen sohn,

daß wir auch geben gleiche ehr

dir, beyder Geist in einem thron.

7. Wen Gottes Geist beseelt, wen Gottes wort erreget,

und wer die erstlinge von seiner gnade träget,

der stimme mit uns ein, und preise Gottes treu,

sie ist an diesem fest und alle morgen neu.

7. Gott unser Vater sey allzeit

aus herzensgrund von uns gepreist,

lob sey, Herr Jesu, dir bereit,

mit Gott, dem werthen heilgen Geist.

## Musik
Löschers Text ist in Alexandrinern verfasst, wobei je zwei Zeilen weiblich und zwei männlich reimen. Diese Strophenform ist im Kirchengesang der Zeit nicht ungewöhnlich. Im Dresdner Gesangbuch von 1727 steht die Melodieangabe Nun danket alle Gott. Stattdessen ist dem Text in Schemellis Gesangbuch eine eigene Melodie mit Noten beigegeben, und wie alle dort als neu veröffentlichten Melodien ist es eher eine Aria für die Privatandacht als ein Choral. Dass die Basslinie mit Harmonisierung von Bach stammt, geht aus dem Vorwort des Gesangbuchs eindeutig hervor. Unsicher ist, für welche der 69 Melodien Bach als Urheber angenommen werden kann.
Die Melodie im lebhaften Dreiertakt ist durch zahlreiche Intervallsprünge, darunter mehrere Oktaven, gekennzeichnet. Letztere treffen in der ersten Strophe auf die Textworte „dieser Tag“, „Gottes Taten“ und „viel Helden“.
In modernen Notenausgaben und bei konzertanten Aufführungen wird heute von Kommt, Seelen, dieser Tag meist nur die erste und die letzte Textstrophe verwendet.